# التون تراب‌اف
التون تراب‌اف (ترکی آذربایجانی: Eltun Turabov؛ زادهٔ ۱۸ فوریهٔ ۱۹۹۷) بازیکن فوتبال است.
وی همچنین در تیم‌های ملی فوتبال زیر ۱۹ سال جمهوری آذربایجان و زیر ۲۱ سال جمهوری آذربایجان بازی کرده‌است.